# Cnesterodon omorgmatos
 Cnesterodon omorgmatos és un peix de la família dels pecílids i de l'ordre dels ciprinodontiformes.

## Morfologia
Els adults poden assolir els 3,1 cm de longitud total.

## Distribució geogràfica
Es troba a Sud-amèrica: Brasil (riu Iguaçú).